# KLAN FC
KLAN FC — українська ліга кулачних боїв (bare knuckle fighting), заснована у 2023 році в Києві. Організація проводить регулярні турніри з боїв без рукавичок за правилами боксу та позиціонує себе як платформу для розвитку цього виду спорту в Україні.

## Історія
Засновником KLAN FC є Андрій Лімонтов (прізвисько «Людожер») — військовослужбовець підрозділу спеціального призначення «Шаманбат» ГУР МО України.

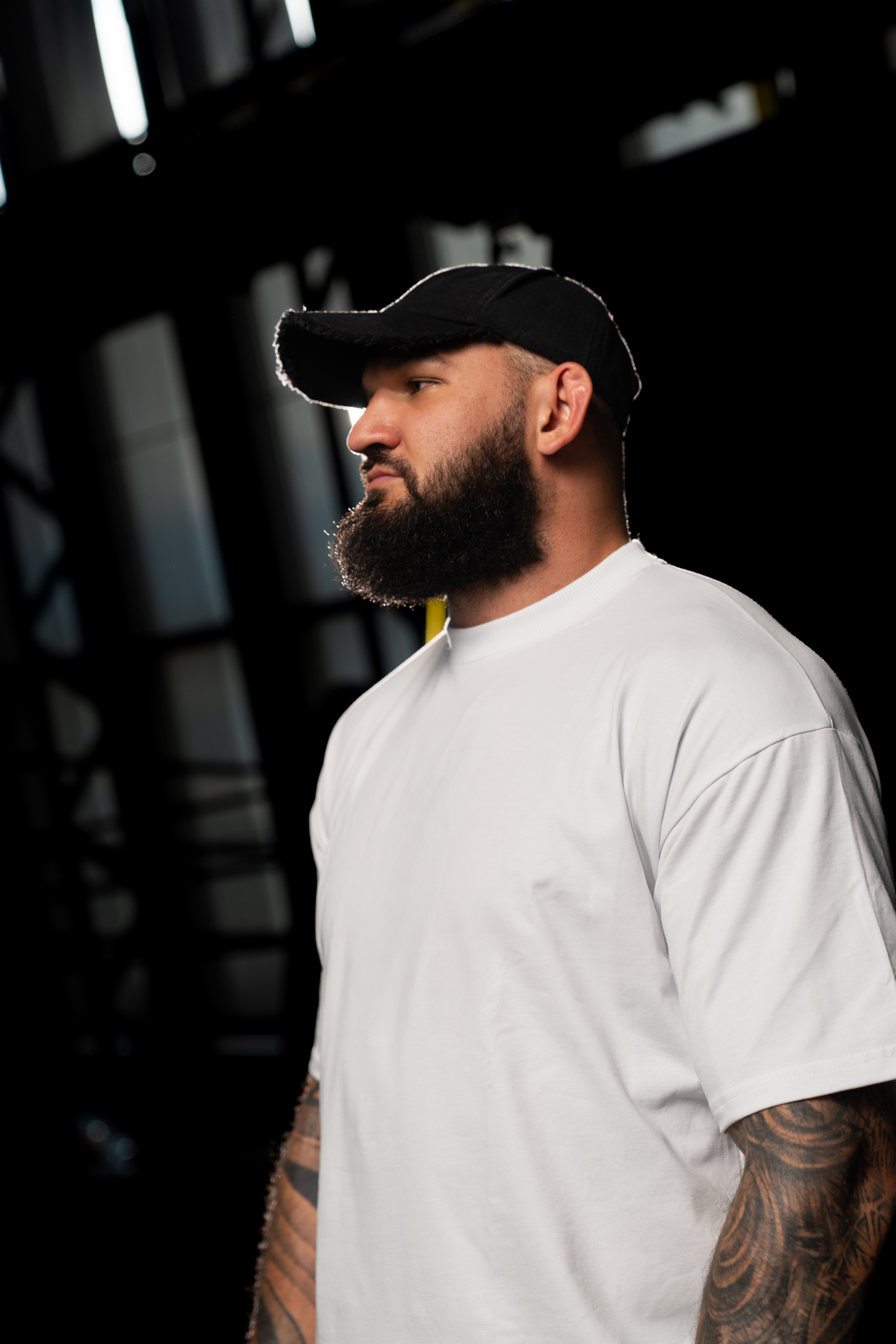
Андрій Лімонтов — засновник KLAN FC

До початку повномасштабного вторгнення Росії в Україну Лімонтов займався організацією поодиноких боїв, які згодом переросли у турніри. У грудні 2023 року відбувся перший турнір під брендом KLAN FC.
У 2024–2025 роках ліга провела серію змагань у Києві — від закритих заходів на домашній арені до відкритих турнірів у Палаці спорту, Freedom Hall та павільйоні «Файна Таун».  Станом на серпень 2025 року KLAN FC організувала 10 турнірів, у яких відбулося понад 220 поєдинків.

## Формат поєдинків
Бої в KLAN FC проходять без рукавичок за правилами боксу:
- дозволені удари руками, зокрема з клінчу та бекфіст;
- заборонені удари ногами, ліктями та боротьба в партері;
- стандартна тривалість — 3 раунди по 2 хвилини, чемпіонські — 5 раундів.

У 2024 році ліга експериментувала з форматом муай тай на бинтах.

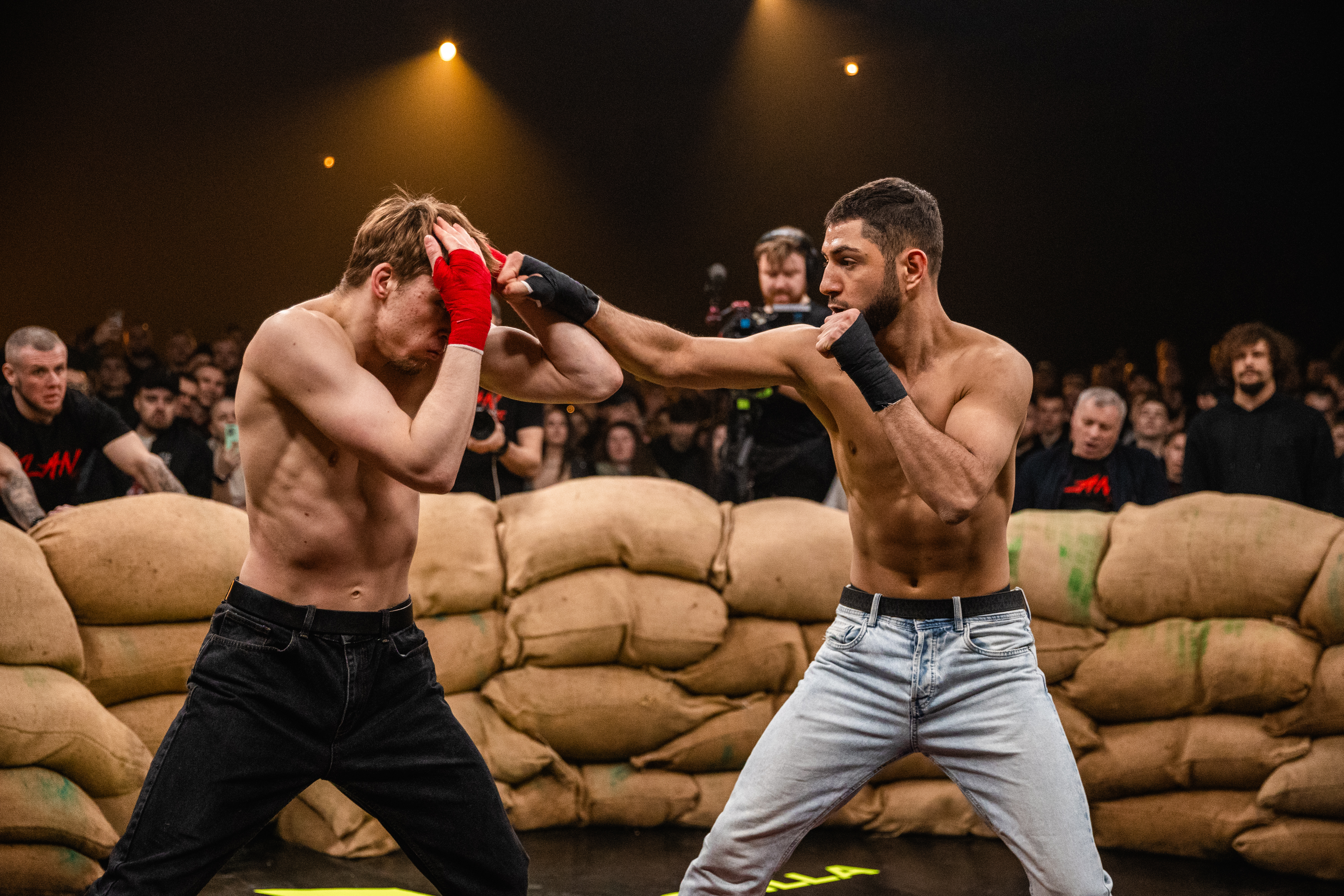
Формат поєдинків KLAN FC

## Учасники
KLAN FC залучає як українських спортсменів, так і бійців з-за кордону. У турнірах брали участь спортсмени з Великої Британії, Чехії, Польщі, Бразилії, Казахстану, Грузії, Азербайджану, Туреччини, Словаччини, Франції, Литви, Німеччини, Іспанії, Нігерії, Венесуели та Колумбії. На деяких турнірах частка іноземних учасників складала до половини від загальної кількості бійців.

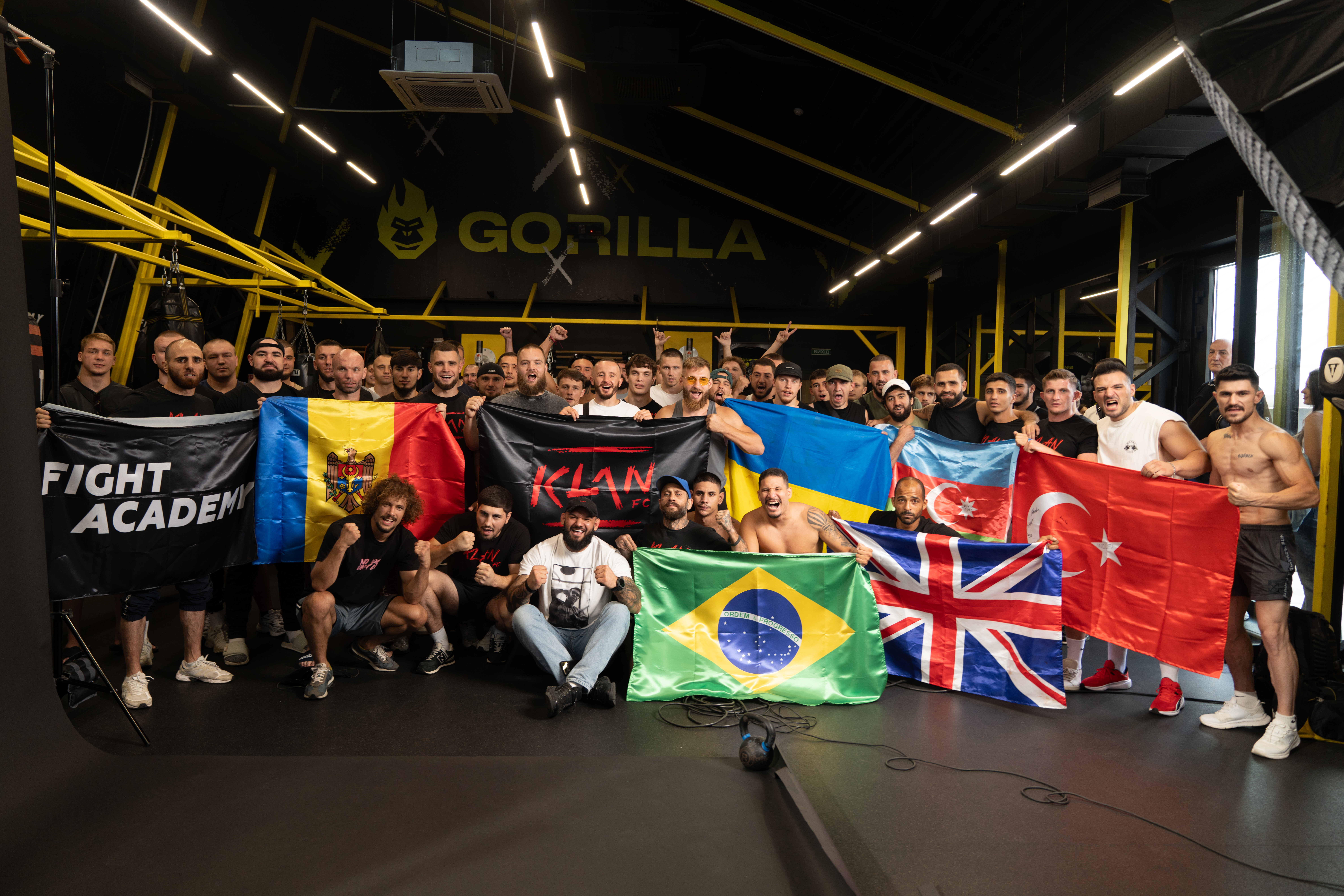
Учасники турніру KLAN FC, Україна, 2025 рік

Особливістю ліги є участь українських військовослужбовців, які виходять на ринг під час ротацій або відпусток. Вони змагаються як між собою, так і з іноземними спортсменами.
Найстаршому учаснику ліги, Олегу Сенику, у 2025 році виповнилося 49 років.

## Благодійна діяльність
З грудня 2023 року до серпня 2025 року KLAN FC зібрала близько 2,5 млн гривень, які були передані спецпідрозділу «Шаманбат» ГУР МО України. Найбільша сума — 1,5 млн грн — була зібрана завдяки розіграшу автомобіля Bentley Flying Spur серед глядачів одного з турнірів.

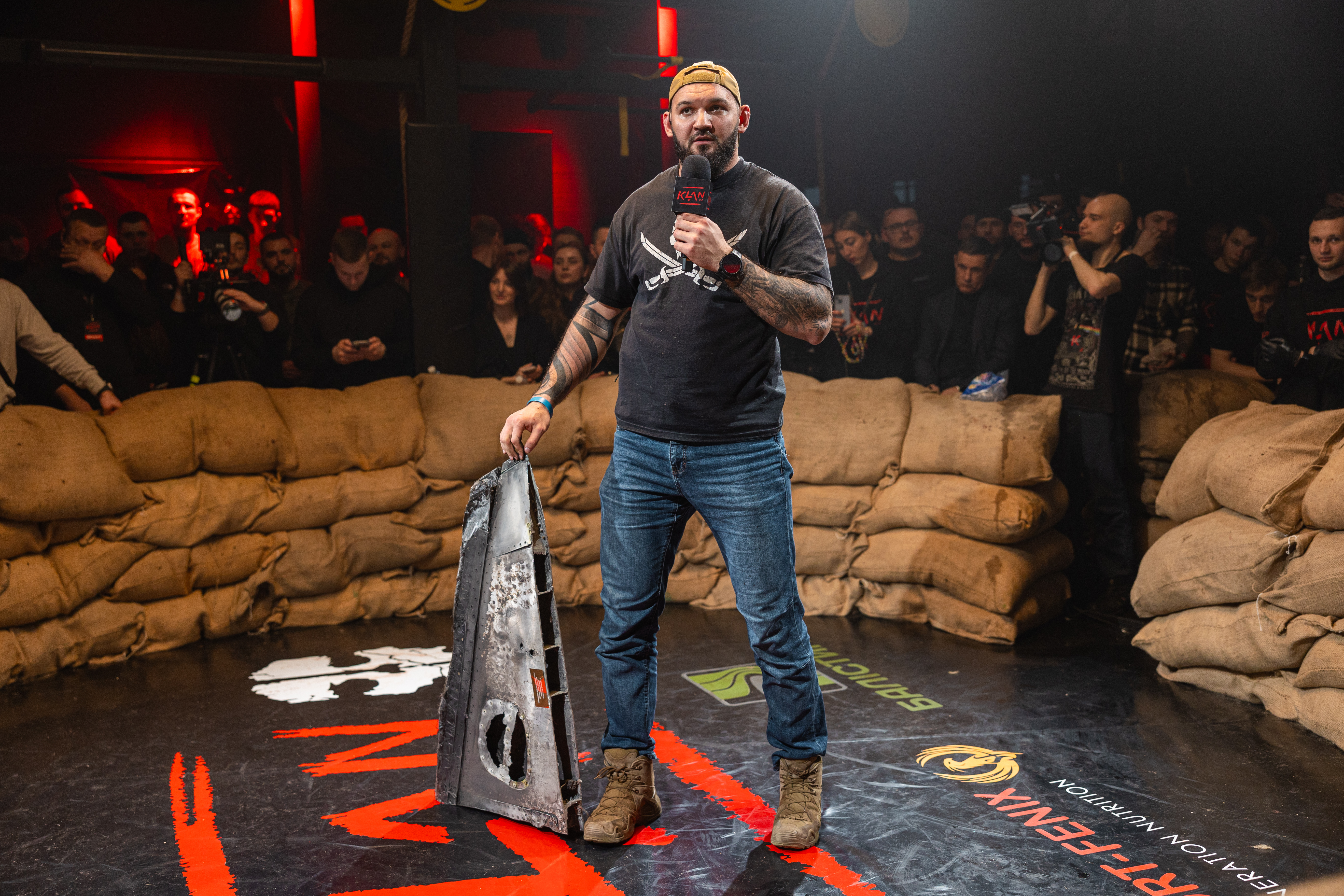
Благодійний аукціон під час турніру KLAN FC

## Популярність і медіа
KLAN FC активно просуває свої заходи через соціальні мережі та онлайн-платформи:
- YouTube, де відео турнірів у сукупності набрали понад 100 млн переглядів;
- Instagram, де станом на 2025 рік налічується близько 1,5 млн підписників, а окремі відео мають понад 60 млн переглядів;
- TikTok і Facebook.[1]

Основна аудиторія ліги — чоловіки віком 24–44 років з України, США, Великої Британії, Німеччини, Казахстану, Польщі та Бразилії.